# Veuve (rivière)
Pour les articles homonymes, voir La Veuve.
La Veuve est une rivière française qui coule dans le département de la Sarthe. C'est un affluent du Loir en rive droite, donc un sous-affluent de la Loire par le Loir et la Maine.

## Étymologie
L'hydronyme Veuve vient du gaulois Vidua qui signifie rivière de la forêt car autrefois ce cours d'eau coulait dans de vastes régions boisées (vidu en gaulois signifiant « bois »).
Un autre cours d'eau de ce nom existe dans la Marne.

## Géographie
De 26,2 km de longueur, la Veuve naît au sein de la région boisée située au sud-est du Mans. Elle prend naissance dans les forêts recouvrant une bonne partie de la commune de Saint-Mars-de-Locquenay. Son orientation générale est invariablement nord-sud. De cette manière, elle se jette dans le Loir (rive droite) entre Lhomme et Chahaignes, à deux kilomètres en aval de La Chartre-sur-le-Loir.

### Communes traversées
Les communes traversées par la Veuve sont : Saint-Mars-de-Locquenay, Le Grand-Lucé, Villaines-sous-Lucé, Saint-Vincent-du-Lorouër, Courdemanche, Saint-Pierre-du-Lorouër, Lhomme et Chahaignes, toutes faisant partie du département de la Sarthe.

## Affluents
La Veuve a vingt affluents référencés dont :
- L'Étangsort (rg[note 1]), 25 km, confluence à Courdemanche et de rang de Strahler trois.
- le Chabosson 9 km
- le ruisseau de Vaux 7 km
- le Sambris 6 km
- le Gruau 6 km
- le ruisseau de Saint-Sulpice 5 km
- le ruisseau de Madrelle, 4 km et de rang de Strahler trois.

### Rang de Strahler
Donc son rang de Strahler est de quatre par l'Étangsort ou le ruisseau de Madrelle.

## Hydrologie
La Veuve est une rivière moyennement abondante compte tenu de l'exiguïté de son bassin. 

### La Veuve à Saint-Pierre-du-Lorouër
Son débit a été observé pendant une période de 27 ans (1982-2008), à Saint-Pierre-du-Lorouër, localité du département de la Sarthe située peu avant son confluent avec le Loir. Le bassin versant de la rivière y est de 156 km2, c'est-à-dire 85 % de la totalité de celui-ci.
Le module de la rivière à Saint-Pierre-du-Lorouër est de 0,958 m3/s.
La Veuve présente des fluctuations saisonnières de débit peu marquées. Les hautes eaux se déroulent de décembre à mars et poussent les débits mensuels moyens dans une fourchette allant de 1,25 à 1,6 m3/s (avec un maximum en février). Dès fin mars, le débit moyen baisse progressivement jusqu'aux basses eaux d'été qui se déroulent de juin à septembre inclus, avec une baisse du débit moyen mensuel allant jusqu'à 0,513 m3/s au mois d'août (513 litres), ce qui reste très consistant.

### Étiage ou basses eaux
Aux étiages, le VCN3 peut chuter jusque 0,29 m3/s, ce qui reste très confortable pour une rivière de très petite taille et tranche avec les valeurs relevées pour la majorité des affluents du Loir.

### Crues
Les crues sont moyennement importantes du moins dans le contexte du bassin de la Loire où elles sont trop souvent dévastatrices. Les QIX 2 et QIX 5 valent respectivement 14 et 24 m3/s. Le QIX 10 est de 30 m3/s, le QIX 20 de 37 m3/s et le QIX 50 de 45 m3/s.
Le débit instantané maximal enregistré à Saint-Pierre-du-Lorouër a été de 39,6 m3/s le 8 mai 1988, tandis que la valeur journalière maximale était de 24 m3/s à la même date. En comparant le débit instantané de cette crue à l'échelle des QIX de la rivière, il apparaît qu'elle était d'ordre un peu plus que vicennal, et donc destinée à se reproduire en moyenne tous les 20-30 ans.

### Lame d'eau et débit spécifique
Au total, la Veuve est une rivière moyennement abondante, mais assez régulière. La lame d'eau écoulée dans son bassin versant est de 194 millimètres annuellement, ce qui est certes inférieur à la moyenne d'ensemble de la France, mais est nettement supérieur à la moyenne du bassin du Loir (129 millimètres/an). Le débit spécifique (ou Qsp) atteint le chiffre de 6,1 litres par seconde et par kilomètre carré de bassin.

## Curiosités - Tourisme
- Saint-Mars-de-Locquenay : château de la Chesnaie ou Chesnaye (inscrit monument historique). La cure faisait partie d'un ancien prieuré de l'abbaye de l'Étoile. Église romane du XIIe avec peintures murales des XIIe et XIIIe siècles.

- Le Grand-Lucé : château de Lucé du XVIIIe (inscrit monument historique) et son parc (site classé). Équitation, concours hippiques. Église gothique du XVe siècle. Hôtel Bléteau et ses communs (inscrit monument historique).

- Saint-Vincent-du-Lorouër : château des Étangs-l'Archevêque des XVIIe et XVIIIe siècles (inscrit monument historique). Église gothique du XIe (inscrit monument historique) qui renferme une voûte peinte de 1634. Prieuré et cure du XIe siècle. Maisons anciennes.

- Lhomme : la cure est un ancien prieuré des Augustins. Château de la Gidonnière et château La Richardière. Musée de la vigne. Ancienne maison forte. Caves troglodytiques.

- La Chartre-sur-le-Loir : piscine et équipements sportifs. Canotage, sentiers balisés, pêche, VTT. Camping et gîte d'accueil. Caves et anciennes habitations troglodytiques. Vignobles Coteaux-du-Loir et Jasnières.